# Gornji Crniš
Gornji Crniš (cyr. Горњи Црниш) – wieś w Serbii, w okręgu raskim, w gminie Tutin. W 2011 roku liczyła 98 mieszkańców.